# Модел на Изинг
Моделът на Изинг, по името на германския физик Ернст Изинг, представлява точно решаем математичен модел за описание поведението на феромагнетик в статистическата механика. В частност моделът описва поведението на магнитните диполни моменти на атомни спинове в решетка, които могат да имат две състояния ({\displaystyle +1}) или ({\displaystyle -1}), като спиновете обикновено се подреждат в двумерна квадратна решетка. Моделът е един от най-простите в статистическата механика за описание на фазов преход. В началото са разгледани случаите за едно и две измерения, а в наши дни и за три и четири измерения на модела.
Едномерният случай е решен от Ернст Изинг (1925 г.) като задача от научния му труд, защитен под ръководството на Вилхелм Ленц. Двумерният модел на Изинг за квадратна решетка е сравнително по-сложен проблем от едномерния случай, който е решен от Ларс Онзагер през 1944 г. Обикновено се решава по т.нар. метод на трансферната матрица от приложната математика. Въпреки че има и други алтернативи методи, един от най-използваните е свързан с квантовата теория на полето. В измерения повече от четири, фазов преход се описва с теория за осредненото поле.